# GOOD LUCK MY WAY
「GOOD LUCK MY WAY」（グッド ラック マイ ウェイ）は、日本のロックバンド、L'Arc〜en〜Cielの37作目のシングル。表題曲は2011年6月22日に配信発売。フィジカルは2011年6月29日発売。発売元はKi/oon Records。

## 概要
配信限定楽曲「I Love Rock'n Roll」以来約1年3ヶ月ぶりの未発表音源のリリースで、フィジカルシングルとしては「BLESS」以来約1年6ヶ月ぶり、L'Arc〜en〜Cielの2011年第1弾シングルとして発表された作品。本作のレコーディングは、2010年9月頃から本格的に制作が開始されたアルバム『BUTTERFLY』の録音作業の期間中に行われている。
本作の表題曲「GOOD LUCK MY WAY」は、2011年7月2日に公開された松竹/アニプレックス配給映画『鋼の錬金術師 嘆きの丘の聖なる星』の主題歌に使用されている。L'Arc〜en〜Cielの楽曲がアニメ映画に使用されたのは、2005年7月公開の『劇場版 鋼の錬金術師 シャンバラを征く者』に使用された「Link」「LOST HEAVEN」以来約6年ぶりのことである。ちなみに、前述の映画の主題歌を担当することが発表された2011年3月26日の時点では、表題曲のタイトルは公表されていなかった。また、この曲は、同年5月29日に味の素スタジアムで開催したバンド結成20周年記念ライヴ「20th L'Anniversary LIVE」の最終日公演で初披露されている。（詳細は楽曲解説の項目を参照）
なお、L'Arc〜en〜Cielが漫画・アニメ『鋼の錬金術師』シリーズに楽曲を提供をするのは、3度目（4曲目）のことになる。そのため、作曲者のtetsuyaは映画公開前に「TVシリーズをあわせると今回で3回目ですが、鋼の錬金術師も10周年だそうで、そんな年に主題歌を担当させてもらえて、素直にうれしいです。ありがとうございます」「今作の更なる未来へと続いていくストーリーをお聞きした時に、今年結成20周年を迎えて、さらに未来へと突き進もうとしているL'Arc〜en〜Cielともリンクするなと思いました。重厚感がありながらも、明るい輝かしい未来へという前向きな部分をイメージして作曲しました」と映画にコメントを寄せている。また、作詞を担当したhydeは「また主題歌を担当することがとても光栄であり同時に僕らでいいのかな？と思います。昔、本屋で子供の兄弟が、鋼の錬金術師のポスターを見てときめいてるのを見かけてすごくかわいかったのを覚えています」「"俺だったらこう思うな"とかエドとアルの気持ちになって感情移入しながら、彼らが物語の中で生き生きとするように仕上げました。僕らの現体験と物語が相乗効果を生み出せたらと思います」とコメントしている。余談だが、hydeはL'Arc〜en〜Cielとして開催したライヴのMCにおいて、ウェーブ（スタジアムの観客が縦列ごとに順番に空中に向かって手を広げ立ち上がってから座るというアクション）の合図として、時折「錬成！」とコールし、両手をステージにつけるようなそぶりをすることがある。このhydeの動作は、漫画・アニメ『鋼の錬金術師』の主人公がワザを繰り出す際の様子を真似したものとなっている。
また、カップリング曲には、前作までと同様にパートチェンジバンド、P'UNK〜EN〜CIELによるL'Arc〜en〜Cielの楽曲のセルフカバーが収録されている。なお、本作に収録された「metropolis –2011–」がP'UNK〜EN〜CIELによる最後のセルフカバー音源となっている。tetsuyaは、本作発売当時のレコチョクでのインタビューにおいて「今後P'UNK〜EN〜CIELによるカバーをシングルのカップリングとしてリリースする予定はない」と述べている。ちなみに、後年tetsuyaは、このパートチェンジバンドによるセルフカバー企画が終了した経緯について「当時のレコード会社の社長から"これいつまでやんの？もういいんじゃね？"と言われたから」と語っている。

## リリース

### リリースプロモーション
本作のリリースプロモーションとして、表題曲のデジタルリリースの約1ヶ月半前となる2011年5月9日にTOKYO FM系ラジオ番組『SCHOOL OF LOCK!』で音源が初オンエアされている。また、2011年6月27日20時から、ドワンゴが提供するニコニコ動画のライヴストリーミングサービス「ニコニコ生放送」で24時間にわたる特番企画を実施している。この番組では、L'Arc〜en〜Cielがこれまでにリリースした楽曲の中から123曲、さらにミュージック・ビデオ44曲を一挙に放送している。そして、番組のフィナーレとなる同年6月28日19時からの1時間には、MCの古坂大魔王とL'Arc〜en〜Cielのメンバー全員が初生出演し、メンバーがユーザーからの質問に答えるといった企画が行われている。なお、メンバーが出演したコーナーのラスト30分は、ニコニコ生放送史上初の試みとして、予告なしで東京・渋谷のスクランブル交差点にある109フォーラムビジョン、そして名古屋、大阪の3都市の街頭ビジョンにて生中継が行われた。ちなみに動画配信サイトで24時間以上配信したアーティストは過去に存在するが、国内アーティストの施策としては初の試みとなった。余談だが、この特番では、同サービス内において当時の来場者数1位（90万人超）、コメント数1位（約300万）を記録している。

### リリース形態
フィジカル発売1週間前となる2011年6月22日に、各種音楽配信サイトにおいて表題曲「GOOD LUCK MY WAY」のダウンロード先行配信が開始されている。なお、L'Arc〜en〜Cielの楽曲が、CD発売に先駆けデジタルリリースされるのは、この曲が初のことととなる。
表題曲「GOOD LUCK MY WAY」の先行配信から1週間後となる2011年6月29日に、初回生産限定盤（CD＋DVD）、通常盤（CD）、期間生産限定盤（CD＋DVD）の3形態でフィジカルが発売された。初回盤には「GOOD LUCK MY WAY」のミュージック・ビデオが収録されたDVDが付属している。また、期間生産限定盤にはカップリング曲としてシングル「READY STEADY GO」、シングル「Link」、10thアルバム『AWAKE』収録曲の「LOST HEAVEN」（いずれも鋼の錬金術師のタイアップが付いている）の計3曲がリマスタリング音源で再収録されている。さらに、期間生産限定盤には『鋼の錬金術師』バージョンのミュージック・ビデオや映画の予告CMなどが収録されたDVDが付属している。そして初回生産限定盤と通常版（初回仕様限定）には、「ワクワク☆ラルク アン シール」（全8種のうち1種）が封入されている。ちなみに「ワクワク☆ラルク アン シール」は、ビックリマンシールをオマージュしたサイズ、デザインとなっている。

## ミュージックビデオ
表題曲「GOOD LUCK MY WAY」のミュージック・ビデオは、多田卓也がディレクターを務めた作品となっている。映像はメンバーが演奏するシーンと、少年少女が駆け出すシーンで構成されている。ちなみにメンバーの演奏シーン以外は、神奈川県・箱根町にある星の王子さまミュージアムで撮影されている。また、ミュージック・ビデオには、本作に収録された音源にはなかった、イントロおよびアウトロにストリングスパートを追加したバージョンが使用されている。ちなみにミュージック・ビデオで使用したイントロのストリングスパートの音源は、バンド結成20周年を記念し開催したライヴ「20th L'Anniversary LIVE」において、オープニングムービーのBGMとして流されている。
このミュージック・ビデオは、本作の初回生産限定盤に付属するDVDに初収録されている。また、2019年12月11日に、公式YouTubeアーティストチャンネルにおいてYouTube Music Premium限定で映像の有料公開が開始されている。前述のYouTubeチャンネルでの有料公開開始から約2年5ヶ月後となる2022年5月13日には、同サイトで映像の無料公開が開始されている。

## 収録曲
| #         | タイトル                                                         | 作詞      | 作曲      | 編曲                             | 時間  |
| --------- | ---------------------------------------------------------------- | --------- | --------- | -------------------------------- | ----- |
| 1.        | 「GOOD LUCK MY WAY」(L'Arc〜en〜Ciel)                            | hyde      | tetsuya   | L'Arc〜en〜Ciel, Akira Nishihira | 4:25  |
| 2.        | 「metropolis –2011–」(P'UNK〜EN〜CIEL)                           | hyde      | ken       | T.E.Z P'UNK                      | 4:17  |
| 3.        | 「GOOD LUCK MY WAY (hydeless version)」(L'Arc〜en〜Ciel)         |           | tetsuya   | L'Arc〜en〜Ciel, Akira Nishihira | 4:24  |
| 4.        | 「metropolis –2011– (T.E.Z P'UNKless version)」(P'UNK〜EN〜CIEL) |           | ken       | T.E.Z P'UNK                      | 4:11  |
| 合計時間: | 合計時間:                                                        | 合計時間: | 合計時間: | 合計時間:                        | 17:17 |

| #         | タイトル | 作詞      | 作曲      | 編曲                             | 時間  |
| --------- | --- | --------- | --------- | -------------------------------- | ----- |
| 1.        | 「GOOD LUCK MY WAY」 | hyde      | tetsuya   | L'Arc〜en〜Ciel, Akira Nishihira | 4:25  |
| 2.        | 「GOOD LUCK MY WAY (hydeless version)」                                                                                                  |           | tetsuya   | L'Arc〜en〜Ciel, Akira Nishihira | 4:28  |
| 3.        | 「READY STEADY GO」(bonus track (22ndシングルの表題曲。MBS・TBS系アニメ『鋼の錬金術師』第2期OPテーマ。シングルバージョンにて収録))       | hyde      | tetsuya   | L'Arc〜en〜Ciel, Hajime Okano    | 3:48  |
| 4.        | 「Link」(bonus track (28thシングルの表題曲。松竹配給映画『劇場版 鋼の錬金術師 シャンバラを征く者』OPテーマ。シングルバージョンにて収録)) | hyde      | tetsuya   | L'Arc〜en〜Ciel, Akira Nishihira | 4:49  |
| 5.        | 「LOST HEAVEN」(bonus track (10thアルバム『AWAKE』の収録曲。松竹配給映画『劇場版 鋼の錬金術師 シャンバラを征く者』EDテーマ))             | hyde      | ken       | L'Arc〜en〜Ciel, Hajime Okano    | 4:34  |
| 合計時間: | 合計時間: | 合計時間: | 合計時間: | 合計時間:                        | 22:04 |

## 楽曲解説
1. GOOD LUCK MY WAY / L'Arc〜en〜Ciel
  - 作詞: hyde / 作曲: tetsuya / 編曲: L'Arc〜en〜Ciel & Akira Nishihira

独自の疾走感をもたらすリズムアレンジが印象的なメロディアスなロック・ナンバー[12]。この曲は、映画『鋼の錬金術師 嘆きの丘の聖なる星』への楽曲提供のオファーを受け、映画に向けて詞・曲ともに書き下ろされた楽曲となっている。
作曲を担当したtetsuya曰く、映画製作陣の要望に加え、2011年にL'Arc〜en〜Cielが結成20年目を迎えたことを踏まえ、楽曲制作を行ったという。この曲の制作を振り返り、tetsuyaは「結成して20周年の年にリリースする一発目、幕開けを飾る曲ってことで、疾走感がある、勢いがある曲を書きたいなと思って書いた[13]」「映画の話も、向こうから具体的に"こういう曲を書いて下さい"って注文はなかった[13]」と述懐している。ちなみに映画製作陣からのオファーは、「作曲者をtetsuyaで」という指名だったという[13]。このことについて、tetsuyaは「最初の「READY STEADY GO」の評判が、すごく良かったようで[13]」と述べている。
この曲はザクザクとしたギターサウンドがのりながらも非常にメロディアスな楽曲に仕上げられている。メロディに対する意識について、tetsuyaは「メロディがしっかりしてないと、アレンジをしていく意味がないと思うので、いいメロディを作ることは重要だと思います。そのあとにそのメロディに対して、どうコードをつけるのかとか、どういうリズムパターンにするか、どんなアレンジにしていくのかといったことを考えるわけですから[4]」と語っている。なお、tetsuyaが制作した音源を聴いたときの印象について、hydeは「"鋼"（『鋼の錬金術師』）らしい曲だなって。要望を満たしたものをきっちり作るという意味でも、tetsuya、すごいメロディーメーカーだなと思いました[14]」とコメントしている。
また、この曲ではストリングスやトランペット、トロンボーンといった管弦楽器を加えたゴージャスでポップなアレンジが施されながらも、リズムは2ビートを採り入れるなど[15]、パンクの要素が感じられる仕上がりとなっている[16]。ちなみにリズムアレンジの際に、デモからBPMを落とすことにしたという[16]。このことについて、yukihiroは「変なせわしなさはなくなって、逆に疾走感が出たような気はしますけどね。ただ速いっていうだけではなく[16]」と述べている。
さらにkenは、この曲のギター録りを振り返り「最初のリフはtetsuyaがデモで7弦ギターを弾いてきて低い音があったので、レコーディングはロングスケールの6弦ギターのチューニングを落として弾きました。ほかのフレーズはレギュラーチューニングですね[17]」「アルペジオのパターンを提案したんだけど、やっぱりパワーコードがいいって話になり、思いっきりそっちにモードを切り替えてみて、なるほどいいなっていうところもありましたね[17]」と述べている。ちなみにkenは、この曲のレコーディングから、自身のシグネイチャーモデルギター「Fender CustomShop Stratocaster Galaxy Red」を頻繁に使用するようになっている[18]。このモデルはフェンダーのマスタービルダーを務めるグレッグ・フェスラーが製作しており[19][20]、PUはアビゲイル・イバラによる「Handwound Fat 50's」が2基、「Handwound 69 Strat」が1基ついている[19][20]。なお、このモデルは、2010年にフェンダーとエンドースメント契約を結んでから発表した、kenの第一弾のシグネイチャーモデルとなっている[21][22]。
歌詞は、結成20年目を迎え更に進んでいこうとするバンドの想いと、上記映画の主人公たちの前向きさをリンクさせたようなリリックが綴られている。また、作詞者であるhydeは、作業の前にアニメ監督の村田和也と打ち合わせを行い、脚本も読んだうえでテーマを設定し、歌詞を綴っている[14]。hydeは、この曲の歌詞について「監督から物語のどのシーンで流れるか、聞いたんですけど、その場面が今のL'Arc〜en〜Cielとかぶって、そのまま当てはめられると思ったので、基本的にはバンドとファンとの関係であったり、次の場所に向かう感じであったりをストレートに形にして[14]」「"俺だったらこう思うな"とかエドとアルの気持ちになって感情移入しながら、彼らが物語の中で生き生きとするように仕上げました[6]」と述べている。
なお、hydeもtetsuyaと同様に、作詞する際にバンド結成20年を意識していたというが、過去を懐かしむのではなく未来を感じさせるリリックを書こうと思っていたという[23]。hydeは作詞作業を振り返り「なんか振り返って"今までの20年どうのこうのだったね"っていうのは、あまり自分には興味がなかった。"この先は何があるのかな"っていうほうが前向きな感じがするというか。今のL'Arc〜en〜Cielには合ってる[23]」と語っている。
12thアルバム『BUTTERFLY』にはアルバムバージョンとなる「BUTTERFLY Ver.」として収録されている。本作収録のシングルに収録されたバージョンと異なり、アルバムバージョンはアウトロにストリングスパートを入れたミックスで収録している。なお、上記映画ではこのアルバムバージョンが使用されている。また、この曲のミュージック・ビデオでは、アウトロに加え、イントロにもストリングスパートを導入したバージョンが使われているが、こちらのバージョンは現在まで音源化されていない。
なお、本作に収録されたシングルバージョンは、2012年3月3日発売の海外版ベストアルバム『WORLD'S BEST SELECTION』にアルバム初収録されている。
2. metropolis –2011– / P'UNK〜EN〜CIEL
  - 作詞: hyde / 作曲: ken / 編曲: T.E.Z P'UNK

パートチェンジバンド、P'UNK〜EN〜CIELによる、8thシングル「winter fall」のカップリング曲「metropolis」のセルフカバー。
このセルフカバーでは、編曲を担当したtetsuyaの意向により、サイモン&ガーファンクル風にアレンジされている。そのためこのカバーは、同アーティストの代表曲のひとつである「冬の散歩道」を彷彿とさせるギターリフのループが印象的な音源に仕上がっている。

## タイアップ
GOOD LUCK MY WAY
- 松竹/アニプレックス配給映画『鋼の錬金術師 嘆きの丘の聖なる星』主題歌

## 参加ミュージシャン
- GOOD LUCK MY WAY / L'Arc〜en〜Ciel
  - hyde：Vocal
  - ken：Guitar
  - tetsuya：Bass
  - yukihiro：Drum
    - tetsuya：Keyboards, Programming, Backing Vocal
    - 西平彰：Keyboards, Programming, Strings and Brass Arrangement
    - 斎藤仁：Manipulate
    - 岡野ハジメ：Q-chord
    - 金原千恵子ストリングス：Strings
    - 佐々木史郎：Trumpet
    - 川上鉄平：Trumpet
    - 鹿討奏：Trombone
    - 本田雅人：Alto Saxophone
- metropolis –2011– / P'UNK〜EN〜CIEL
  - T.E.Z P'UNK：Vocal, Guitar
  - HYDE P'UNK：Guitar
  - YUKI P'UNK：Bass
  - KEN P'UNK：Drum

## 初回生産限定盤・期間生産限定付属DVD
- 初回生産限定盤付属DVD

1. GOOD LUCK MY WAY -Music Clip-
ディレクター：多田卓也[24]

- 期間生産限定付属DVD

1. GOOD LUCK MY WAY (Music Clip) 「鋼の錬金術師」version
2. 「鋼の錬金術師 嘆きの丘の聖なる星」劇場用 特報・TV SPOT・本予告
  - 「鋼の錬金術師 嘆きの丘の聖なる星」 劇場用 特報1 (30秒 version)
  - 「鋼の錬金術師 嘆きの丘の聖なる星」 TV-SPOT (15秒 version)
  - 「鋼の錬金術師 嘆きの丘の聖なる星」 劇場用 特報2 (60秒 version)
  - 「鋼の錬金術師 嘆きの丘の聖なる星」 劇場用 特報2 (30秒 version)
  - 「鋼の錬金術師 嘆きの丘の聖なる星」 TV-SPOT (15秒 version)
  - 「鋼の錬金術師 嘆きの丘の聖なる星」 劇場用 本予告 (90秒 version)
  - 「鋼の錬金術師 嘆きの丘の聖なる星」 劇場用 本予告 (30秒 version)

## カバー
（※）音源がフィジカルに収録されているものに限り記載する。
- 近藤真由 （2021年、カバーアルバム『マーマレード』に収録）

## 収録アルバム
オリジナルアルバム
- 『BUTTERFLY』 (#1,アルバムバージョン)

ベストアルバム
- 『WORLD'S BEST SELECTION』 (#1,シングルバージョン)

セルフカバーアルバム
- 『P'UNK IS NOT DEAD』 (#2)

コンピレーションアルバム
- 『鋼の錬金術師 THE BEST』 (#1,シングルバージョン)